# J Street
J Street est un groupe de pression à but non lucratif (statut 501c), fondé en avril 2008 et basé aux États-Unis, qui promeut une véritable gouvernance américaine pour que s'achève le conflit israélo-palestinien et le conflit israélo-arabe de manière diplomatique et pacifique. J Street soutient un changement de cap de la politique américaine au Moyen-Orient (privilégiant des solutions diplomatiques par rapport à des solutions militaires y compris pour l'Iran; des approches de résolution du conflit, multilatérale plutôt qu'unilatérale; et le dialogue plutôt que l'affrontement). Il se dit « bras politique du mouvement pour Israël et pour la paix ».
Le J Street Political Action Committee (J Street PAC) est le premier comité d'action politique fédéral dont le but est de démontrer qu'il existe, pour postuler à un poste fédéral, un soutien politique et financier sérieux de la part d'un grand nombre d'Américains qui pensent qu'un changement de cap de la politique américaine ferait avancer les intérêts des États-Unis au Moyen-Orient et promouvrait une paix véritable et la sécurité pour Israël et la région. Il se pose en concurrent de l'AIPAC, dont il conteste la prétention à représenter l'opinion majoritaire des Juifs américains. Selon Daniel Mermet, il a été fondé en partie en réaction à la publication en 2006 de John Mearsheimer et Stephen Walt : Le Lobby pro-israélien et la politique étrangère américaine (La Découverte, 2007).
Il inspire la création en Europe de JCall.
En 2022, J Street forme un Super PAC (une autre forme de comité d'action politique), J Street Action Fund, pour récolter des dons d'argent et financer des publicités soutenant les campagnes de différentes personnalités politiques défendant des mesures conformes à l'orientation de J Street,.